# Флорес, Джонатан
Джонатан Уриэль Флорес Альварес (исп. Jonathan Uriel Flores Álvarez; род. 14 июля 2006) — мексиканский футболист, защитник клуба УНАМ Пумас.

## Клубная карьера
Флорес — воспитанник клуба УНАМ Пумас.

## Международная карьера
В 2023 году в составе юношеской сборной Мексики Флорес выиграл юношеском Кубке КОНКАКАФ в Гватемале. На турнире он сыграл в матчах против сборных Кюрасао, Никарагуа, Сальвадора, США и дважды Панамы. 

## Достижения
Международные
 Мексика (до 17)
- Победитель Юношеского кубка КОНКАКАФ — 2023